# Magyarország varsói nagykövetsége
Magyarország varsói nagykövetsége (lengyelül: Ambasada Węgier w Polsce) Magyarország és Lengyelország kapcsolatainak egyik kiemelt intézménye, 2019-ben a varsói ulica Fryderyka Chopina 2. szám, majd 2023-tól pedig a Stratos Office Centerben, az ul. Księdza Ignacego Jana Skorupki 5. szám alatt található. A nagykövet 2024. októberétől Íjgyártó István. A képviselet 1919-től 1921-ig külképviseletként, 1921-től 1939-ig, majd 1946-tól 1955-ig követségként, 1955-től a mai napig nagykövetségként működik.

## Története
A magyar–lengyel hivatalos diplomáciai kapcsolatok még az Osztrák–Magyar Monarchia idején épültek ki, lényegében az 1867-es kiegyezést követően a monarchia követsége látta el az osztrák mellett a magyar ügyek intézését is. Az első világháború végén, a monarchia felbomlását követően a korábban II. osztályú tanácsosi rangban ott szolgálatot teljesítő Csekonics Ivánt emelték 1919-ben I. osztályú tanácsosi rangra. Követünk tehát még nem volt – ebből adódóan követségünk sem –, de Csekonics révén a magyar érdekeknek volt képviselője, s mint a korabeli lapok írták: kipróbált emberről van szó. Csekonics nehéz időszakban, az 1919-1921 között zajló lengyel–szovjet háborúban képviselte Magyarországot, s segítette a magyar fegyverszállítmányok Lengyelországba szállításának szervezését. Egy ízben még az is felmerült, hogy miután 1920 nyarán az angol, francia és a magyar követségi személyzet Krakkóba menekült, esetleg Csekonics is elhagyja Varsót, erre azonban nem került sor. Csekonics szorgalmazta, hogy a külképviseletet követségi rangra emeljék, amire 1921-ig kellett várni – az ő követi megbízására is csak 1921. szeptember 22-én került sor. Csekonicsot érdemei elismeréséért a két ország közti kapcsolatok bővítéséért a frissen alapított Lengyelország Újjászületése érdemrenddel tüntették ki 1922-ben. A következő jelentős változásra a második világháború kitörésekor került sor: Hory András követ 1939-ben a kormánnyal együtt szeptember 18-án elhagyta az országot. Hóry Budapestre utazott abban a reményben, hogy megbízatását meghosszabbítják, és az emigráns lengyel vezetés mellett maradhat, ám sorsa addigra el volt döntve. Csáky István külügyminiszter ugyanis a németeknek már korábban megígérte, hogy Hóryt visszahívja. Erre ugyan formálisan nem került sor, ám Lengyelország összeomlása miatt a külképviselet fenntartása ellehetetlenült, Hóryt más feladattal bízták meg. Ekkor azonban nem csak a követség, mint intézmény szűnt meg Varsóban, hanem az ul. Koszykowa 10. szám alatti épület is megsemmisült a harcok során, melynek első emeletén működött korábban a külképviselet.

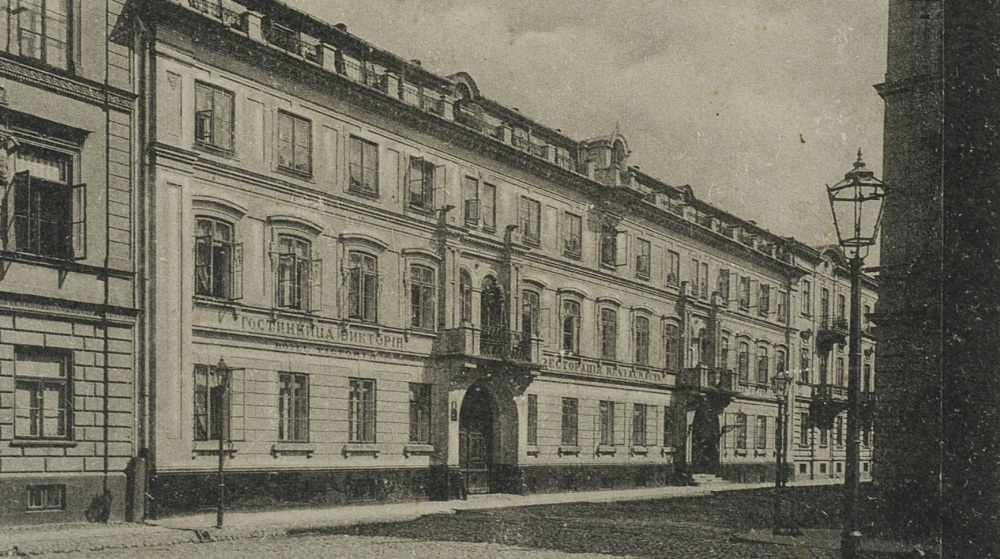
A Hotel Victoria egy századfordulós képeslapon

A két ország diplomáciai kapcsolatait csak 1945. december 28-án állították helyre. Az első képviselőnk Förstner Pál lett ideiglenes ügyvivőként. 1954. április 27-én a képviseletet nagykövetségi szintre emelték, első nagykövetünk Drahos Lajos lett. Drahos egy nyelvet nem beszélő, diplomáciai tapasztalattal nem rendelkező szociáldemokrata káder volt, aki megbízható elvtársként töltötte ki a négy éves ciklusát. Megejtő egyszerűséggel írt első jelentése kiválóan mutatja az 1950-es évek viszonyait.

### A képviselet helyszíne
Az első külképviselet a varsói Hotel Victoriában (ulica Jasna 26.) rendezkedett be – ugyanott volt egyébként a lett és ukrán külképviselet is. 1927-30-ig a Śródmieście negyedben (Varsó belső városrészében) az ulica Mokotowska 48. szám alatt, majd 1931-től 1937-ig néhány házzal odébb, a Mokotowska 55. címen működött a magyar képviselet. 1938-39-ben ugyanebben a kerületben, az ulica Koszykowa 10. számú ház első emeletén béreltek irodákat – ez a ház a képviselet elköltözése után a háború pusztításainak áldozata lett. 1991-ben már biztosan a jelenlegi helyén, a Fryderyka Chopina 2. alatt volt a nagykövetség.

### A követség intézményei

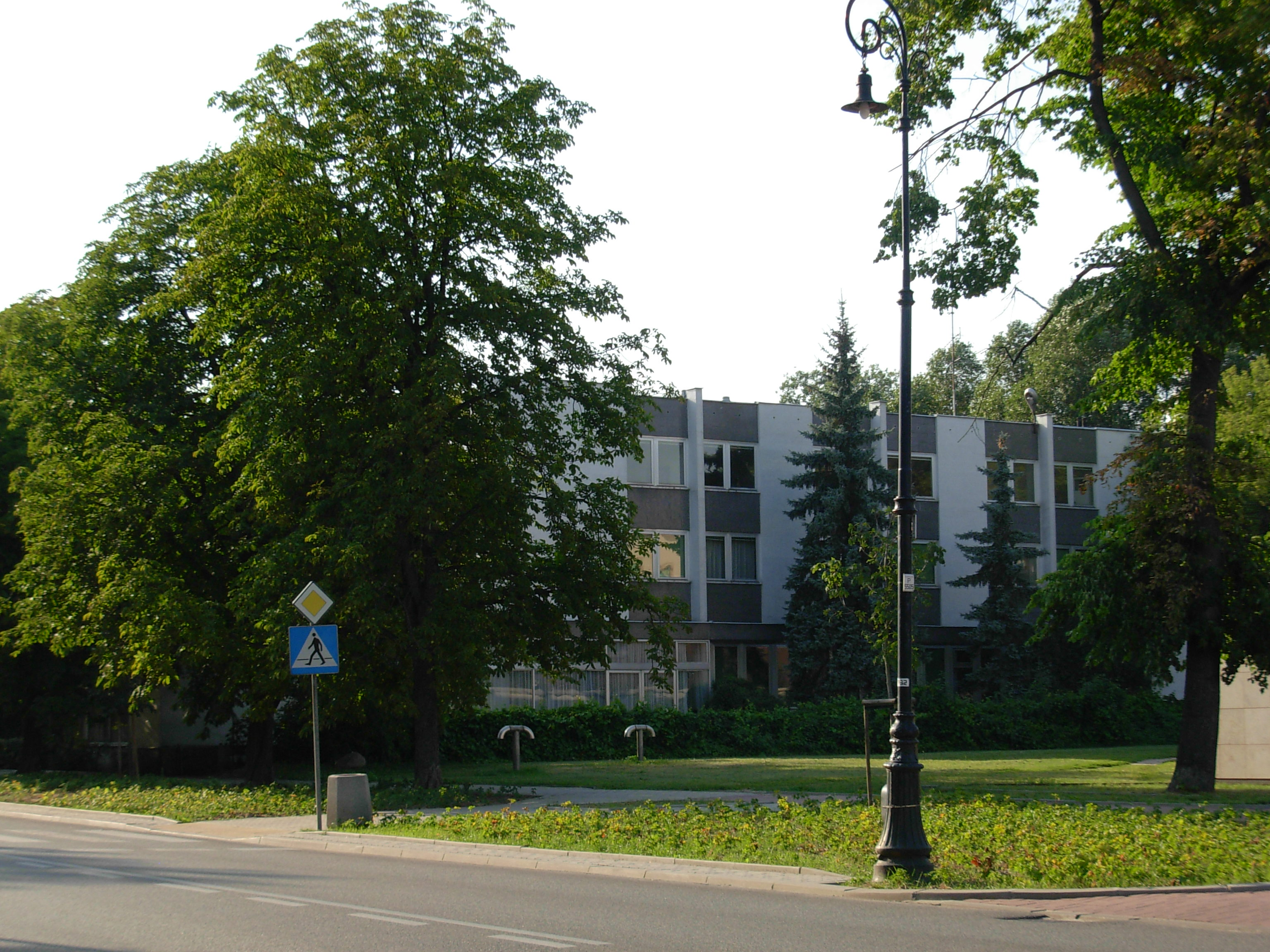
A volt kereskedelmi kirendeltség épülete 2007-ben

A Varsói Intézet (a Varsói Magyar Kulturális Intézet) létrehozásáról 1935. november 2-án írt alá megállapodást a két ország külügyminisztere, ami még ugyanabban az évben megnyílt a Staszic-palotában. A világháborút követően 1948-tól a plac Trzech Krzyży (Háromkereszt tér), majd 1972-től az az ul. Marszałkowska 80. alatti épület adott otthont az intézménynek. 2009-ben költöztek jelenlegi helyükre, a Stanisława Moniuszki 10. szám alá, ahol a Balassi Intézet üzemeltetésében működik a kulturális központ.
A nagykövetség alá tartozott a már megszűnt varsói kereskedelmi kirendeltség is, melynek épülete azonban magyar állami tulajdonban maradt, felújításáról 2018-ban született döntés. A kirendeltséget 1972-ben építették Jana Zdanowicza tervei alapján.
Az 1994-ben nyitott, de 2009-ben bezárt, krakkói főkonzulátust 2014-ben nyitották meg ismét. A főkonzulátus irányítása alatt működik a wrocławi alkonzulátus is.

## A külképviselet vezetőinek listája
Magyarország varsói nagykövetségén 1919 előtt az Osztrák–Magyar Monarchia diplomatái képviselték a magyar érdekeket. Az 1919-től 1939-ig terjedő időszakban különböző szintű diplomaták képviselték Magyarországot, a mai diplomáciatörténeti művek azonban csak 1946-ra datálják a követség, és 1954-re a nagykövetség megnyitását.
A lista azokat a személyeket mutatja, akik 1919 óta – nem feltétlenül nagyköveti rangban – vezetői voltak a magyar (nagy)követségnek Lengyelországban. A nagyköveteket az államfő nevezi ki, ennek dátuma az első oszlopban olvasható. A megbízólevél átadásának időpontja a diplomáciai szolgálat tényleges megkezdésének dátuma. A megbízás visszavonása szintén a mindenkori magyar államfő joga.
- 1919–1923 Csekonics Iván
- 1923–1930 Belitska Sándor
- 1930–1935 Matuska Péter(wd)
- 1935–1939 Hory András
- 1946–1947 Förstner Pál
- 1947–1948 Révész Géza
- 1948–1951 Szántó Béla
- 1951–1955 Drahos Lajos
- 1955–1956 Szántó Zoltán
- 1957–1960 Katona János
- 1960–1963 Szilágyi Dezső
- 1963–1968 Martin Ferenc
- 1968–1971 Némety Béla
- 1971–1977 Németi József
- 1977–1984 Garamvölgyi József
- 1984–1988 Biczó György
- 1988–1990 Roska István
- 1990–1995 Engelmayer Ákos
- 1995–1998 Hárs Gábor
- 1998–2000 Bába Iván
- 2000–2002 Katona Tamás
- 2003–2007 Győr Mihály
- 2007–2012 Kiss Róbert
- 2012–2017 Gyurcsík Iván
- 2017–2024 Kovács Orsolya Zsuzsanna
- 2024-től Íjgyártó István